# 背乗り
背乗り（はいのり、這い乗り）とは、工作員や犯罪者などが正体を隠すために実在する他人の身分・戸籍を乗っ取って、その人物に偽装する行為を指す警察用語。
英語圏の機関の間でidentity theftまたはghosting, identity fraudと呼ばれる。
日本で北朝鮮工作機関が「背乗り」を行う場合、対象者の選定は、在日朝鮮人の補助工作員が北朝鮮本国からの指示を受けて行うことが多かったと指摘されている。

## 概要
「なりすまし」は警察用語で「背乗り」「這い乗り」ともいい、工作員などが実在する人物の身分を盗用することを指す。背乗りには、既に死亡または失踪している人間の戸籍を不正に取得する場合と、なりすまし対象の人間を拉致したり、殺害した上で身分証明書などを奪ってなりすます場合がある。
たとえば辛光洙事件では、北朝鮮工作員の辛光洙が、1980年に宮崎県で拉致した原敕晁名義の旅券で海外を旅行し、大韓民国でも工作活動を展開していた。1977年の宇出津事件でも、拉致犯は年齢を指定して拉致対象者を選んでおり、被害者久米裕は拉致に先立って戸籍謄本がだまし取られているので、背乗り目的の拉致であるとみてよい。
ただし、1987年の大韓航空機爆破事件の実行犯、金勝一は「蜂谷眞一」名義の日本国旅券を所有していたが、実際の蜂谷眞一は当時日本国内で健在だった人物であり、彼は北朝鮮工作員の宮本明こと李京雨に旅券を貸し与えており、拉致・殺害されないまま、また、死亡も失踪もしていない状態で身分が盗用されたのであった。
背乗りは、元々は旧ソビエト連邦の情報機関が古くから用いた方法だといわれており、北朝鮮にはソ連の影響下にあった冷戦時代にもたらされたともいわれている。日本人拉致事件に背乗りを目的としたものが多いのは、日本で工作活動を行うほか、大韓民国など第三国に入国するための日本国旅券を得る目的もある。上述の辛光洙事件や1985年発覚の西新井事件は、そうした事例に属する。
背乗り目的の拉致の場合、工作員と年恰好が同じで、旅券を今まで取ったことのない人物、身寄りの少ない人物などの条件にもとづいて対象者があらかじめ選んでおき、戸籍謄本などを入手したうえで拉致犯罪におよんでいる。身寄りのない人が狙われるのは、周囲に気付かれにくく、失踪しても騒がれる心配がないためである。拉致被害者は比較的年配の人が選ばれたが、宇出津事件、辛光洙事件、西新井事件のいずれでも、拉致犯罪にかかわった工作員が日本統治時代を経験しており、とりわけ辛光洙や「朴」（チェ・スンチョル）は戦前に日本本土で生活していたこともあって、法的身分さえ得られれば日本人になり切ることは容易だったと考えられる。
2016年（平成28年）10月、21年間にわたって不法滞在を行っていた中華人民共和国国籍を持つ男が京都府警察により日本で逮捕された。この中国人男性は、1991年6月6日に就学査証で日本に合法的に入国し、在留期限が1996年5月31日までであったにもかかわらず、日本人になりすましていたもので、検挙理由は入管難民法（出入国管理及び難民認定法）違反であった。この件では、日本の年金手帳が定期的な更新の必要がないことが悪用されていた。男は、実在する日本人の年金手帳を身分証明書として背乗りすることで、本来の持ち主の日本人の名前と身分で生活していたのである。

## 事件例
- 大寿丸事件（滝川事件） - 1962年（昭和37年）7月24日、山口県警察・大阪府警察・警視庁摘発（検挙）
- 東大阪事件 - 1968年（昭和43年）11月18日、大阪府警察摘発（検挙）
- 石原事件 - 1971年（昭和46年）9月21日、大阪府警察摘発（検挙）
- 水山事件 - 1973年（昭和48年）12月22日、愛知県警察摘発（検挙）
- 北総事件 - 1974年（昭和49年）6月26日、警視庁摘発（検挙）
- 宇出津事件 - 1977年（昭和52年）、北朝鮮工作員金世鎬らによる久米裕拉致事件。
- 辛光洙事件 - 1980年（昭和55年）、北朝鮮工作員の辛光洙とその共犯者（金吉旭ら）が日本人原敕晁を北朝鮮に拉致し、原名義の戸籍を用いて普通自動車運転免許や日本国旅券を不正に取得、彼になりすまして多年にわたり諜報活動をおこなっていた事件。辛光洙は1985年に韓国で逮捕され、犯行を自供した。
- 西新井事件 - 北朝鮮工作員のチェ・スンチョルが日本人（小熊和也、小住健蔵）になりすまして、日本や韓国、ヨーロッパで活動した。1985年（昭和60年）に発覚。
- 大韓航空機爆破事件 - 1987年11月29日、ビルマ（ミャンマー）上空で起こった爆弾テロ事件。1988年ソウルオリンピックの開催を妨害するためといわれる。北朝鮮工作員である金勝一・金賢姫は、偽造した日本国旅券を使って日本人になりすまし、航空機爆破を遂行した。
- 黒羽・ウドヴィン事件 - 1995年（平成7年）に発覚した事件。東アジア系のソ連工作員が失踪した日本人の黒羽一郎に成りすまして諜報活動を行っていた[8][9]。警視庁公安部外事第一課の捜査で判明した。捜査に気付いたこの男は行方を絶ち、公安部は国際刑事警察機構（ICPO、通称インターポール）に男を手配したが、未だに男の行方は分かっていない。

## 対策
世界各国では国民識別番号が導入されており、日本でも個人番号やマイナンバーカードの普及が推進されている。

## 背乗りを取り扱った作品
小説
- 宮部みゆき『火車』（1992年）

漫画
- 釋英勝『ハッピーピープル I LOVE JAPAN』 - 主人公の山田久と実家にいる家族らが、日本を敵視する“集英国人”に背乗りされる。
- 安彦良和『機動戦士ガンダム THE ORIGIN』（2001年） - 『機動戦士ガンダム』では、主人公のライバルであるシャア・アズナブル（キャスバル・レム・ダイクン）は素性を隠すために偽名で軍に入隊していたが、リメイク版の『ジ・オリジン』で、その手法が背乗りであったことが描かれている。